# Bartolomé de Las Casas (Film)
Bartolomé de las Casas ist ein Fernsehspiel des ORF von 1992. Darin wird der Disput von Valladolid von 1550 dargestellt.

## Handlung
Nachdem ein Erzähler die Zuschauer in die Thematik eingeführt und Bezüge zur Politik der Gegenwart angedeutet hat, beginnt die eigentliche Handlung: Vor den Augen Kaiser Karls V. diskutieren der Dominikanerpriester Bartolomé de Las Casas und der Humanist und Theologe Juan Ginés de Sepúlveda die Frage, inwieweit ein Krieg der Spanier gegen die Indios in den neu eroberten Kolonien der Neuen Welt sowie eine Versklavung der Indios durch die Spanier zu rechtfertigen seien. Sepúlveda vertritt den Standpunkt, dass die Spanier vor allem Ordnung schaffen müssten und den Auftrag der Kirche hätten, die Indios (wenn nötig mit Gewalt) zu missionieren. Zudem stünden die Indios auf einer niedrigeren Entwicklungsstufe und könnten daher nicht die gleichen Rechte wie die Spanier haben. Da Sepúlveda selbst nie in der Neuen Welt war, ruft er den Hauptmann Vargas, einen altgedienten Soldaten, als Zeugen auf, der diese Position bestätigt.
Las Casas hingegen, der selbst lange in der Neuen Welt gelebt hat, schildert eindrücklich die an den Indios begangenen Grausamkeiten. Er bittet den König, die Indio-Könige als ebenbürtig anzusehen und ihnen ihr Land und ihre Untertanen zurückzugeben. Die Spanier hätten kein Recht, die Indios zu versklaven, vielmehr sei ihr Auftrag, „zu bringen“ (den Glauben, das Seelenheil) und nicht „zu nehmen“ (das Gold).
Sepúlveda kontert Las Casas’ Argument von der Gleichheit der Menschen damit, dass Las Casas in seiner Zeit in der Neuen Welt selbst von der Ausbeutung der Indios profitiert habe und später den Import afrikanischer Sklaven vorgeschlagen habe, um das Leid der Indios zu mildern. Las Casas gibt dies zu und bereut, diese Positionen früher vertreten zu haben.
Der ebenfalls anwesende Bischof von Sevilla soll anscheinend eine moderierende Rolle einnehmen, es wird aber deutlich, dass er eigentlich auf der Seite Sepúlvedas steht. Der Kaiser ist bei diesem Streitgespräch bloßer Zuhörer, man kann aber seinem Gesicht ablesen, dass er von Las Casas’ Schilderungen betroffen ist.
Anschließend an die Disputation reden der Kaiser und Las Casas unter vier Augen miteinander, und der Kaiser verkündet, dass er neue Gesetze erlassen werde, um die Versklavung der Indios zu verbieten. Er setzt Las Casas als Bischof von Chiapas ein, damit er in diesem Gebiet die Gesetze durchsetzen kann.
Zum Abschluss tritt der Erzähler noch einmal auf, um mitzuteilen, dass die neuen Gesetze scheiterten und in der Neuen Welt kaum durchgesetzt werden konnten. Er gibt einen Ausblick auf den weiteren Verlauf der Kolonialgeschichte und stellt Bezüge zur Diskriminierung der Indios in der Gegenwart her.

## Produktion
Der Film wurde vom ORF produziert und am 5. Dezember 1992 zum ersten Mal ausgestrahlt. Das Drehbuch von Michael Kehlmann basiert auf dem Roman Las Casas vor Karl V. von Reinhold Schneider.